# جويس كارلسون
جويس كارلسون (بالإنجليزية: Joyce Carlson)‏ هي فنانة أمريكية، ولدت في 16 مارس 1923 في راسين في الولايات المتحدة، وتوفيت في 2 يناير 2008 في أورلاندو في الولايات المتحدة بسبب سرطان.